# Осэти рёри

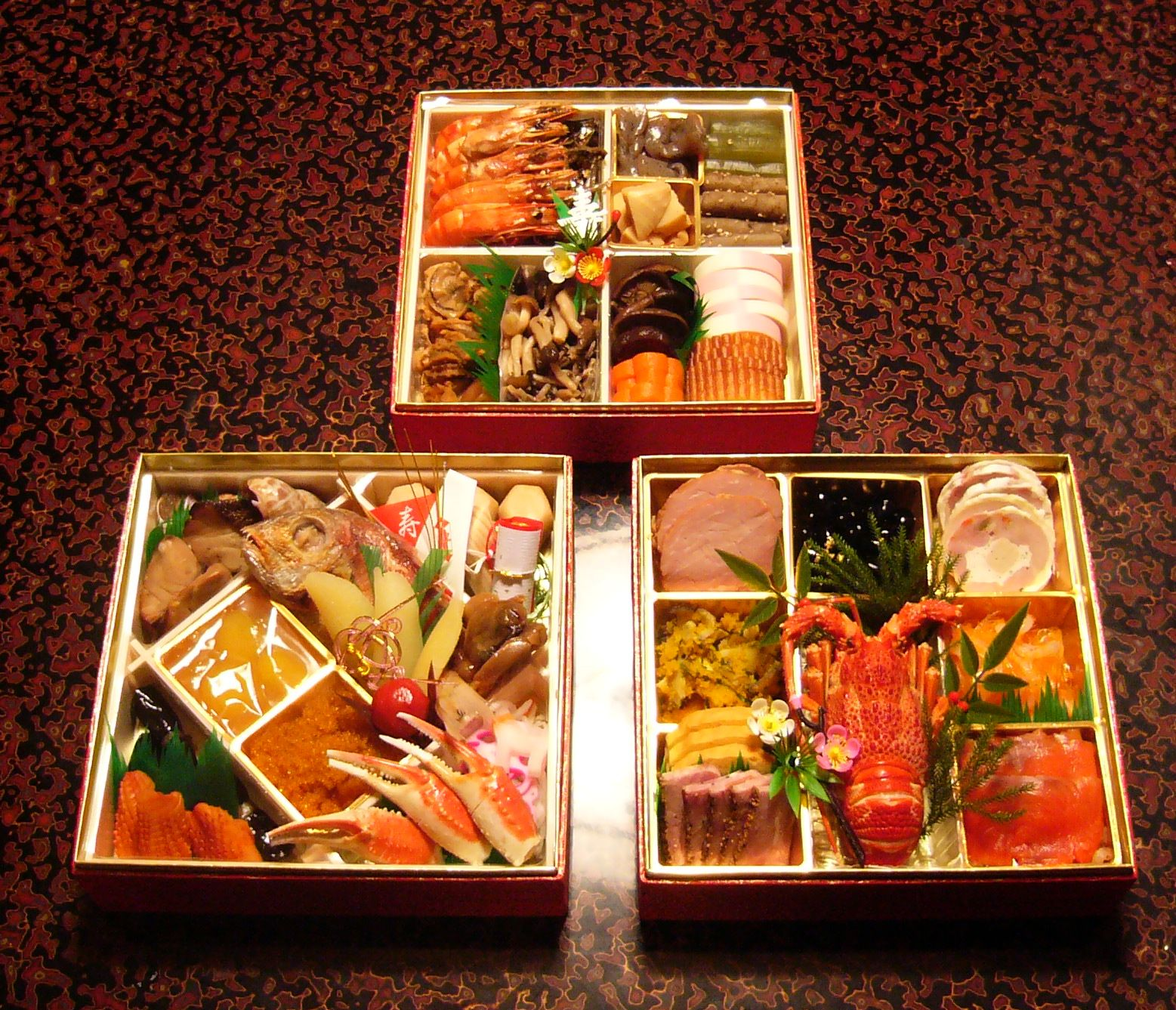
О-сэти рёри

О-сэти рёри (яп. 御節料理 о-сэти рё:ри, сезонная кухня) — традиционная японская новогодняя еда. Традиция готовить осэти-рёри родилась в период Хэйан (794-1185). Осэти рёри может быть упаковано в коробку дзюбако (яп. 重箱 дзю:бако, вкладывающиеся коробки, напоминающие коробки для бэнто) особого вида. Как и бэнто, осэти рёри могут храниться некоторое время.

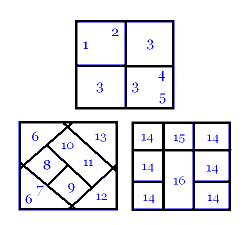
Легенда к верхней иллюстрации
1: креветки на пару́, 2: тадзукири, 3: нисимэ — овощи, 4: камабоко, 5: датэмаки, 6: закуска к саке, 7: комбумаки, 8:курикинтон, 9: тобико, 10: жаренный лещ, 11: кадзуноко, 12: маринованные овощи, 13: сладости, 14: закуска к саке, 15: чёрные соевые бобы, 16: омар на гриле

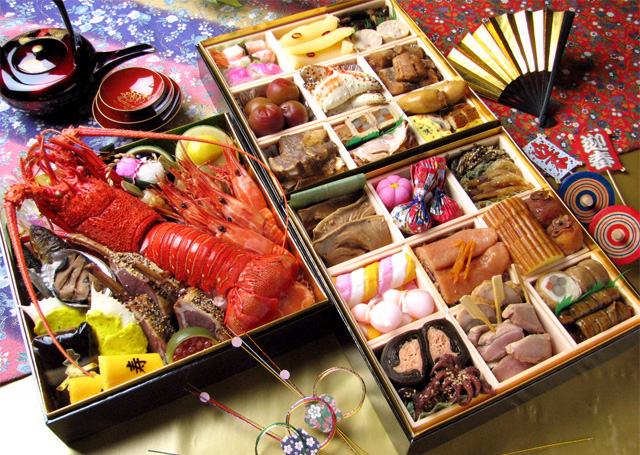
Другой набор осэти

Традиция приготовления осэти была добавлена в список объектов нематериального наследия ЮНЕСКО в 2013 году.

## Примеры блюд, входящих в осэти рёри
Каждое из блюд о-сэти рёри имеет особое значение.
- Дайдай (яп. 橙), японский горький апельсин (померанец). Дайдай, если его написать другими кандзи — 代々 — означает «от поколения к поколению», так как плод, если его не снять с дерева осенью, может несколько лет висеть на дереве. Он символизирует пожелание детей в новом году.
- Датэмаки (яп. 伊達巻, щёгольский маки), сладкий омлет с рыбной или креветочной пастой, завёрнутый в ролл. Датэмаки символизирует пожелание многих ясных дней (яп. 晴れの日 харэ но хи). В такие дни японцы традиционно носят изящную, красивую одежду.
- Камабоко (яп. 蒲鉾), варёная на пару́ паста из рыбы с белым мясом. Обычно в коробке осэти рёри выкладываются ломтики белой и красной камабоко: эти цвета считаются праздничными и присутствуют на флаге Японии.
- Кадзуноко (яп. 数の子), икра сельди. Кадзу означает «количество», а ко — «ребёнок». Икра означает пожелание рождения многих детей в новом году.
- Комбу (яп. 昆布), вид съедобной водоросли. Название водоросли напоминает слово ёрокобу (яп. 喜ぶ, радоваться).
- Куро-мамэ (яп. 黒豆, чёрные бобы) — чёрные соевые бобы. Слово «мамэ» также значит «здоровье», поэтому куромамэ — пожелание здоровья в новом году.
- Кохаку намасу (яп. 紅白なます ко:хаку намасу, красно-белое намасу): намасу — замоченные в уксусе нашинкованные овощи. Кохаку намасу состоит из дайкона и моркови в сладком уксусе с добавкой юдзу.
- Тай (яп. 鯛 красный морской лещ). Слово тай ассоциируется у японцев со словом мэдэтай (яп. 目出度い, счастливый), входящим, например, в обычное поздравление «N омэдэто» (яп. N御目出度う, поздравляю с N).
- Тадзукури (яп. 田作り, дословно «то, что делает рисовое поле») — сушёная сардина, предварительно вываренная в соевом соусе. Название происходит из обычая удобрять рисовые поля рыбой, поэтому тадзукури означает пожелание хорошего урожая.
- Дзони (яп. 雑煮 дзо:ни), суп с моти (рисовыми лепёшками) в бульоне. На востоке страны бульон прозрачный, а на западе — с мисо.
- Эби (яп. 海老) —  креветки, жареные на вертеле с саке и соевым соусом.
- Нисики тамаго (яп. 錦卵, дословно «парчовые яйца») — рулет из яиц. Желток перед приготовлением отделяется от белка. Белок символизирует серебро, а желток — золото.

## История
Слово «о-сэти» означает «сезон» (с гоноративной приставкой, кэйго). Праздник Нового года был одним из пяти сезонных фестивалей (яп. 節句 сэкку) при императорском дворе в Киото. Традиция отмечать сезонные дни пришла в Японию из Китая.
В первые три дня нового года готовка и подогревание пищи считались запретными (за исключением приготовления дзони). Осэти рёри готовили в последний день года, чтобы эти три дня не подходить к очагу.
Самая ранняя о-сэти рёри состояла только из нимоно (яп. 煮物 овощей, варёных с соевым соусом, сахаром или мирином). С течением времени в о-сэти рёри включались всё новые блюда, и сегодня этим словом можно назвать любую новогоднюю пищу: даже некоторые западные блюда были адаптированы в качестве «западной о-сэти рёри» (яп. 西洋お節 сэйё: о-сэти). Существует также «осэти рёри в китайском стиле» (яп. 中華風御節 тю:кафу: осэти). По традиции, осэти рёри готовят дома, но сегодня готовые наборы продаются в гастрономических магазинах.
В тех домах, где осэти рёри всё ещё готовят самостоятельно, в омисоку едят тосикоси собу (яп. 年越し蕎麦 тосикоси соба, дословно «соба, провожающая год»). Хотя с тосикоси собой связаны многие пожелания, например, долгой жизни, счастья и сил в новом году, традиция есть тосикоси собу, скорее всего, имеет под собой прагматичные основания: мать семейства, уставшая от приготовления осэти рёри на несколько дней вперёд, скорее всего не стала бы готовить сложные блюда ещё и в канун праздника. Оставлять на тарелке тосикоси собу считается дурной приметой.